# Bartomeu Càrceres
Bartomeu Càrceres (aktiv um 1546 in der Comunitat Valenciana) war ein valencianischer Komponist und Textdichter der Renaissance, der auf die katalanisch-spanische Musikgattung der Ensalada spezialisiert war. Er diente an den valencianischen Höfen der Herzöge von Kalabrien, Ferdinand von Aragon, und von Gandia, Carles de Borja. Von Càrceres sind nur sehr wenige biografische Daten bekannt.

## Leben und Werk
Das einzige belastbare biografische Datum zu Càrceres ist eine 1546 protokollierte Zahlung von 72 Dukaten an Càrceres, die ihn als Lieferanten von Büchern an die Capella des Herzogs von Kalabrien, Ferdinand von Aragon, ausweist. Dieser an Càrceres gezahlte Betrag war halb so hoch wie das Gehalt des Leiters der Hofkapelle, Juan de Cepa. Die katalanische Gran Enciclopèdia de la Música mutmaßt auf Basis dieses Dokumentes, dass Càrceres der Notenkopist der Hofkapelle in Valencia sowie der Kopist des in der Biblioteca de Catalunya aufbewahrten Liederbuches Cançoner de Gandi gewesen sein könnte. In diesem Liederbuch, das 1581 von Mateu Fletxa dem Jüngeren auch in Prag herausgegeben wurde, sind Werke von Càrceres enthalten.
Das Liederbuch-Manuskript M1166-M1967 der Biblioteca de Catalunya enthält neben den Kompositionen von Càrceres auch Werke von de Cepa. Dort erscheint beispielsweise das Lied Soleta y verge als Anpassung eines säkularen Liedes aus dem Cancionero de Upsala (sic!), dem Liederbuch des Herzogs von Kalabrien, in einer Version für drei Stimmen von Càrceres und in einer daraus entwickelten Version für fünf Stimmen mit Refrain von de Cepa. Darüber hinaus hat Càrceres die vierstimmige, 300 Verse in katalanischer, portugiesischer, baskischer, gasconischer und spanischer Sprache umfassende Ensalada La Trulla geschaffen, die die Anbetung des Jesuskindes durch die Hirten in Bethlehem thematisiert. Càrceres ist auch Textautor des katalanischsprachigen Gedichtes und Kehrreimes El Cant de la Sibil·la, eines Glaubensbekenntnisses, das in die musikalische Form von Motetten und Weihnachtsliedern gefasst ist. Das Originaldokument wird in der Stiftskirche von Gandia aufbewahrt.

## Werke
| Säkulare Werke | Religiöse Werke |
| --- | --- |
| - Al jorn del judici - Soleta yo so / Soleta y verge - Falalalanlera - Toca Juan tu rabelejo - Remedio del primer padre - Nunca tal cosa se vio - Ensalada: La Trulla | - Missa de desponsatione beatae Mariae - Elegit sibi Dominus - Vias tuas, Domine - Lamentation Lamech - O vos omnes |

## Tonträgeraufnahmen
- Jordi Savall: Bartomeu Càrceres – Villancicos & Ensaladas.
- Capella de Ministrers: Bartomeu Càrceres – Ensaladas. 2011